# Fabrizio Cacciatore
Fabrizio Cacciatore (* 8. Oktober 1986 in Turin) ist ein italienischer ehemaliger Fußballspieler. Seine bevorzugte Position war die des rechten Verteidigers, allerdings konnte er auch als Innen- oder als linker Verteidiger spielen.

## Karriere

### Verein
Cacciatore begann seine Karriere bei Sampdoria Genua, der Verein verlieh ihn an Olbia Calcio 1905, an den AC Reggiana und danach noch an Foligno Calcio, alles drei Clubs, die damals in der dritten Liga spielten. 2008 wurde er an US Triestina verliehen und spielte dort in der Serie B. Nach weiteren zwei Leihstationen wechselte er 2014 zu Hellas Verona, hier konnte er sich auf der rechten Abwehrseite etablieren und erzielte fünf Tore, weitere fünf Tore bereitete er vor.
Seiner guten Leistungen wegen kaufte Sampdoria ihn am 20. Juni 2014 zurück und zahlte eine Ablösesumme von 370.000 Euro, doch sein zweites Engagement bei Doria verlief unglücklich, auch weil er wegen einer Muskelverletzung mehrere Monate ausfiel.
Am 16. Juli 2015 unterschrieb Cacciatore einen Leihvertrag mit Kaufoption bei Chievo Verona und bestritt sogleich 29 Spiele. Chievo war von Cacciatore überzeugt, so dass die Kaufoption 2016 gezogen wurde. Am ersten Spieltag der Saison 2016/17 bereitete er bei einer Partie gegen Inter Mailand das 1:0 durch Valter Birsa vor, während er am vierten Spieltag den 2:1-Siegtreffer gegen Udinese Calcio in der Nachspielzeit erzielte und seiner Mannschaft quasi in letzter Minute den Sieg bescherte. Anfang 2019 wurde er dann zu Cagliari Calcio verliehen und zur nächsten Saison fest verpflichtet. Im Sommer 2020 wurde sein Vertrag allerdings nicht verlängert und so war er bis zum März 2021 vereinslos, ehe ihn Ascoli Calcio bis zum Saisonende verpflichtete.

### Nationalmannschaft
Er spielte 2004 zweimal für die U-18 Italiens, ohne dabei ein Tor zu erzielt zu haben.